# 药王庙镇
药王庙镇，是中华人民共和国辽宁省葫芦岛市建昌县下辖的一个乡镇级行政单位。

## 行政区划
药王庙镇下辖以下地区：
药王庙社区、药王庙村、龙合宫村、杜仗子村、邱营子村、河湾村、红旗村、杨树屯村、上窑村、响鸡村、康家沟村、安桦村、鸽子洞村、林家店村、四家子村、高杖子村、兴铺村、于家屯村和施家杖子村。